# 김형범 (배우)
김형범(1975년 2월 16일 ~ )은 대한민국의 배우이다.

## 생애
경상북도 대구시에서 5남 중 다섯째로 태어났으며, 성인이 될 때까지 그 곳에서 자랐다.
최대철과 더불어서 "아줌마 시청자 세대들의 박보검"이라 불리는 그는 1992년 연극배우로 첫 데뷔, 이듬해 1993년 청주대학교 연극영화학과 93학번으로 진학하였고, 2000년 SBS 9기 공채 탤런트를 통해 본격적 배우 경력을 시작하였다.

## 학력
- 안양예술고등학교 (연극영화과 / 졸업)
- 청주대학교 (연극영화학과 93 / 학사)

## 출연 작품

### 드라마
- 2000년 SBS 일일시트콤 《웬만해선 그들을 막을 수 없다》
- 2000년 SBS 일일시트콤 《순풍산부인과》
- 2000년 SBS 일일연속극 《당신은 누구시길래》
- 2000년 SBS 일요아침드라마 《달콤한 신부》
- 2000년 SBS 드라마스페셜 《불꽃》
- 2000년 SBS 일요아침드라마 《좋아 좋아》
- 2000년 SBS 일요드라마 《카이스트》
- 2000년 SBS 드라마스페셜 《팝콘》
- 2000년 SBS 청춘시트콤 《행진》
- 2000년 SBS 월화드라마 《도둑의 딸》
- 2000년 SBS 의학드라마 《메디컬 센터》
- 2000년 SBS 아침연속극 《사랑과 이별》
- 2000년 SBS 청춘시트콤 《골뱅이》
- 2000년 SBS 일일연속극 《자꾸만 보고싶네》
- 2000년 SBS 아침얀속극 《용서》
- 2000년 SBS 월화드라마 《천사의 분노》
- 2000년 SBS 드라마 스페셜 《여자만세》
- 2000년 SBS 미니시리즈 《루키》
- 2001년 SBS 드라마 스페셜 《순자》
- 2001년 SBS 대하드라마 《여인천하》 ... 포졸/대신/선비/포도대장 등 1인7역
- 2001년 SBS 아침연속극 《이별 없는 아침》
- 2001년 SBS 주간시트콤 《허니허니》
- 2001년 SBS 주말극장 《아버지와 아들》
- 2001년 SBS 드라마스페셜 《수호천사》 ... 라이타 역
- 2001년 SBS 단막극 《오픈드라마 남과여 - 우리도 같은 꿈을 꾸는 걸까?》
- 2001년 SBS 추석특집드라마 《엄마를 찾습니다》
- 2001년 SBS 일일연속극 《이 부부가 사는 법》
- 2001년 SBS 주말극장 《화려한 시절》
- 2002년 SBS 드라마스페셜 《지금은 연애중》
- 2002년 SBS 일일시트콤 《대박가족》 ... 어린이집 원감 역
- 2002년 SBS 청춘시트콤 《레츠고》
- 2002년 SBS 청춘시트콤 《오렌지》 ... 골프 강사 배주완 역
- 2003년 SBS 아침연속극 《당신 곁으로》
- 2003년 SBS 아침연속극 《이브의 화원》 ... 꽃집 직원 역
- 2003년 SBS 주말극장 《백수탈출》
- 2003년 SBS 일일연속극 《연인》
- 2003년 SBS 주말극장 《애정만세》
- 2003년 SBS 일일연속극 《흥부네 박터졌네》
- 2004년 SBS 아침드라마 《청혼》
- 2004년 SBS 주말특별기획 《발리에서 생긴 일》 ... 수정 오빠 역
- 2004년 SBS 주말특별기획 《폭풍속으로》
- 2004년 SBS 주말극장 《작은 아씨들》
- 2004년 SBS 일일연속극 《소풍가는 여자》
- 2004년 SBS 대하드라마 《장길산》 ... 장충의 사위, 박판석 역
- 2004년 SBS 주말특별기획 《파리의 연인》 ... 수혁의 친구 역
- 2004년 KBS2 대하드라마 《해신》 ... 태봉 역
- 2005년 SBS 금요드라마 《다이아몬드의 눈물》 ... 황구 역
- 2005년 MBC 일일연속극 《맨발의 청춘》 ... 희정의 오빠 역
- 2005년 SBS 아침연속극 《들꽃》
- 2006년 MBC 단막극 《MBC 베스트극장 - 통정》 ... 최홍 역
- 2006년 SBS 아침얀속극 《사랑하고 싶다》 ... 지헌의 후배의사 김 펠로우 역
- 2006년 SBS 드라마스페셜 《돌아와요 순애씨》 ... 서준호 역
- 2006년 MBC 미니시리즈 《90일, 사랑할 시간》 ... 양덕구 역
- 2006년 SBS 드라마스페셜 《무적의 낙하산 요원》 ... 광철 역
- 2007년 SBS 드라마스페셜 《쩐의 전쟁》 ... 노숙자 조철수 역
- 2007년 SBS 일일연속극 《그 여자가 무서워》 ... 지근석 역
- 2007년 SBS 추석특집극 《맛있는 이야기》〈EP2. 이별의 만찬〉
- 2008년 MBC 미니시리즈 《밤이면 밤마다》 ... 광역수사대 형사, 박진국 역
- 2009년 KBS2 미니시리즈 《남자 이야기》 ... 용식 똘마니, 중호 역
- 2009년 SBS 미니시리즈 《드림》 ... FF격투단 오 실장 역
- 2009년 SBS 아침드라마 《망설이지마》 ... 차달수 역
- 2009년 SBS 드라마스페셜 《크리스마스에 눈이 올까요?》 ... 김정필 역 (특별출연)
- 2010년 SBS 드라마스페셜 《산부인과》 ... 연임 남편 역 (특별출연)
- 2010년 MBC 대하드라마 《김수로》 ... 추경 역
- 2010년 SBS  미니시리즈 《닥터 챔프》 ... 최함식 역
- 2010년 SBS 일일연속극 《호박꽃 순정》 ... 성운 역
- 2011년 MBC 주말연속극 《반짝반짝 빛나는》 ... 한상원 역
- 2011년 SBS 드라마스페셜 《49일》 ... 49일 여행자 역 (특별출연)
- 2011년 SBS 드라마스페셜 《보스를 지켜라》 ... 김 비서 역
- 2011년 JTBC 미니시리즈 《빠담빠담... 그와 그녀의 심장박동소리》 ... 오용학 역
- 2012년 KBS2 주말연속극 《넝쿨째 굴러온 당신》 ... 남남구 역 (특별출연)
- 2012년 SBS 드라마스페셜 《옥탑방 왕세자》 ... 홍낙현 역 (특별출연)
- 2012년 MBN 미니시리즈 《사랑도 돈이 되나요》 ... 방국봉 역
- 2012년 KBS2 미니시리즈 《해운대 연인들》
- 2012년 KBS2 일일시트콤 《닥치고 패밀리》 ... 열형범 역
- 2012년 KBS2 단막극 《KBS 드라마 스페셜 - 아빠가 간다》 ... 김혁태 역
- 2013년 KBS2 미니시리즈 《천명: 조선판 도망자 이야기》 ... 필두 역
- 2013년 MBC 단막극 《드라마 페스티벌 - 상놈탈출기》 ... 인신매매 두독 역
- 2013년 MBC 월화드라마 《기황후》 ... 조참 역
- 2014년 모바일 드라마 《러브 인 메모리 2 - 아빠의 노트》 ... 정원 역
- 2014년 SBS 미니시리즈 《유혹》 ...  조영철 역
- 2014년 MBC 주말특별기획 《마마》 ... 누드 사진작가 역 (특별출연)
- 2014년 KBS2 수목드라마 《아이언맨》 ... 세동의 선배 역 (특별출연)
- 2014년 SBS 일일연속극 《달려라 장미》 ... 봉마봉 역
- 2015년 MBC 미니시리즈 《킬미힐미》 ... 최 실장 역
- 2015년 MBC 월화드라마 《화정》 ... 김경징 역
- 2015년 SBS 드라마 스페셜 《리멤버 - 아들의 전쟁》 ... 송재익 역
- 2016년 MBC 주말특별기획 《옥중화》 ... 도치 역
- 2017년 MBC 주말드라마 《당신은 너무합니다》 ... 연봉수 역
- 2018년 OCN 주말드라마 《작은 신의 아이들》 ... 최성기 역
- 2018년 SBS  월화드라마 《키스 먼저 할까요》
- 2018년 KBS2 아침드라마 《차달래 부인의 사랑》 ... 탁허세 역
- 2019년 JTBC 월화드라마 《으라차차 와이키키 2》 ... 드라마 감독 역 (특별출연)
- 2019년 MBC 월화드라마 《웰컴2라이프》 ... 안수호 역 (특별출연)
- 2020년 SBS 아침연속극 《엄마가 바람났다》 ... 강석환 / 박태섭 역
- 2023년 tvN 월확드라마 《반짝이는 워터멜론》 ... 성인 오마주 역 (2회, 16회 특별출연)

### 영화
- 1999년 《건축무한육면각체의 비밀》 ... 조선인 청년 역
- 2002년 《패밀리》 ... 준호 역
- 2003년 《해피 에로 크리스마스》 ... 라디오 남자 진행자 역
- 2006년 《모노폴리》 ... NSI 요원 4 역
- 2006년 《공필두》 ... 형준 역(특별출연)
- 2008년 《당신이 잠든 사이에》 ... 종태 역
- 2008년 《울학교 이티》 ... 영어선생 차승룡 역
- 2008년 《여름, 속삭임》 ... 영화PD 역(특별출연)
- 2009년 《7급 공무원》 ... 세균 역
- 2012년 《네버엔딩 스토리》 ... 긍정의강사 역
- 2012년 《차형사》 ... 수트남 역
- 2013년 《박수건달》 ... 깐죽이 역
- 2015년 《약장수》 ... 재열 역
- 2015년 《늙은 자전거》 ... 창석 역
- 2015년 《파일 - 4022일의 사육》 ... 민국 역
- 2017년 《하루》 ... 김 경위 역
- 2023년 《아수라장: 범털들의 전쟁》

### 공연
- 2007년 뮤지컬 《위대한 캣츠비》
- 2009년 연극 《여보 고마워》
- 2021년 연극 《꽃은 사절합니다》
- 2011년~2012년 《박신양 콘서트》

## 예능
- 2008년 SBS  《좋아서(좋은 아빠가 되기 위한 스타들의 리얼 육아 보고서)》
- 2015년 MBC 《미스터리 음악쇼 복면가왕》 - 절대권력 김사또
- 2017년 MBN 《내 손안의 부모님》
- 2017년 SBS 《자기야 백년손님》

## 광고
- 농심 무파마 라면